# 奧索科爾基站
奧索科爾基站（羅馬化：Osokorky,  （ⓘ））是基輔地鐵瑟雷茨-佩切拉線的一個車站。奧索科爾基站開通於1992年12月30日，車站的設計者是建築家Krushynskyi。奧索科爾基站有2個入口，站名取自於奧索科爾基區。